# بطولة كاريوكا 2007
بطولة كاريوكا 2007 هو موسم من بطولة كاريوكا. أشرف على تنظيمه Federação de Futebol do Estado do Rio de Janeiro ‏، وكان عدد الأندية المشاركة فيه 12، وفاز فيه نادي فلامنغو.